# Coraholmen
Coraholmen est une petite île du Svalbard dans l'Ekmanfjorden qui est un bras du Nordfjorden, lui-même provenant de l'Isfjorden.
L'île mesure 3,3 km de long et 1,8 km de large.
L'île fait partie du parc national de Nordre Isfjorden.